# Jolanio Guterres
Jolanio Guterres (* 12. Mai 2005) ist ein Schwimmer aus Osttimor. Er hat eine Körpergröße von 145 cm.
2022 nahm er bei den Südostasienspielen 2021 das erste Mal an einem internationalen Wettbewerb teil. Bei den  Kurzbahnweltmeisterschaften 2022 in Melbourne absolvierte er im Freistil die 50-Meter-Strecke in 29,09 Sekunden und die 100 Meter in 1:10,23. Bei den Südostasienspielen 2023 brauchte er für die 50 Meter 29,67 Sekunden und den Asienspielen 2022 für 100 Meter 1:08.14. Auch an den Schwimmweltmeisterschaften 2023 nahm er teil.
Bei den Kurzbahnweltmeisterschaften 2024 belegte Guterres auf 50 Meter im Freistil Platz 113 mit 30,06 Sekunden und auf 100 Meter Platz 107 mit 1:09,84.
Bei den Olympischen Sommerspielen 2024 in Paris trat Guterres über 50 Meter Freistil an. Zusammen mit Ana Belo war er Fahnenträger bei der Eröffnungsfeier. Bei seinem Vorlauf schied er als Letzter mit einer Zeit von 30,04 s aus.